# Johnathan Hankins
Johnathan Hankins, detto Big Hank (Dearborn Heights, 29 marzo 1992), è un giocatore di football americano statunitense che gioca nel ruolo di defensive tackle per i Seattle Seahawks della National Football League (NFL). Fu scelto nel corso del secondo giro (49º assoluto) del Draft NFL 2013 dai New York Giants. Al college ha giocato a football all’Università statale dell'Ohio.

## Carriera

### New York Giants
Hankins fu scelto nel corso del secondo giro del Draft 2013 dai New York Giants. Debuttò come professionista nella settimana 5 contro i Philadelphia Eagles mettendo a segno 5 tackle. La sua stagione da rookie si concluse con 16 tackle in 11 presenze, nessuna delle quali come titolare.
Il primo sack in carriera lo mise a segno nella settimana 2 della stagione 2014 su Carson Palmer degli Arizona Cardinals. La sua seconda annata si chiuse disputando come titolare tutte le 16 partite, con 51 tackle, 7 sack (secondo nella squadra dietro a Jason Pierre-Paul) e un fumble forzato.

### Indianapolis Colts
Nel 2017 Hankins firmò con gli Indianapolis Colts. Il 17 marzo 2018, Hankins fu svincolato.

### Oakland/Las Vegas Raiders
Nel 2018 Hankins firmò con gli Oakland Raiders. Nel marzo del 2021 firmò un nuovo contratto annuale del valore di 3,5 milioni di dollari.

### Dallas Cowboys
Il 25 ottobre 2022 Hankins fu scambiato, insieme ad una scelta al 7º giro del draft 2024, con i Dallas Cowboys per una scelta al 6º giro del draft 2023.

### Seattle Seahawks
Il 20 marzo 2024 Hankins firmò con i Seattle Seahawks. Nella gara dell'undicesimo turno fece registrare il primo intercetto in carriera ai danni di Brock Purdy nella vittoria in casa dei San Francisco 49ers. Tre settimane dopo mise a segno il primo sack stagionale su Kyler Murray nella vittoria sugli Arizona Cardinals.

## Statistiche

### Stagione regolare
| Stagione | Stagione | Stagione | Stagione | Difesa  | Difesa  | Difesa  | Difesa | Difesa |
| Anno     | Squadra  | P        | PT       | Difesa  | Difesa  | Difesa  | Difesa | Difesa |
| Anno     | Squadra  | P        | PT       | T. Tot. | T. Sol. | T. Ass. | Sack   | FF     |
| -------- | -------- | -------- | -------- | ------- | ------- | ------- | ------ | ------ |
| 2013     | NYG      | 11       | 0        | 16      | 9       | 7       | 0,0    | 0      |
| 2014     | NYG      | 16       | 16       | 51      | 30      | 21      | 7,0    | 1      |
| 2015     | NYG      | 9        | 9        | 30      | 21      | 9       | 0,0    | 1      |
| 2016     | NYG      | 16       | 16       | 43      | 29      | 14      | 3,0    | 1      |
| 2017     | IND      | 15       | 15       | 44      | 24      | 20      | 2,0    | 0      |
| 2018     | OAK      | 15       | 14       | 36      | 21      | 15      | 0,0    | 0      |
| 2019     | OAK      | 16       | 16       | 50      | 28      | 22      | 1,5    | 0      |
| 2020     | LV       | 16       | 16       | 48      | 27      | 21      | 1,0    | 0      |
| 2021     | LV       | 14       | 14       | 38      | 15      | 23      | 0,0    | 0      |
| 2022     | LV       | 5        | 1        | 10      | 1       | 9       | 0,0    | 0      |
| 2022     | DAL      | 0        | 0        | 0       | 0       | 0       | 0,0    | 0      |
| Totale   | Totale   | 133      | 117      | 366     | 205     | 161     | 14,5   | 3      |

### Playoff
| Stagione | Stagione | Stagione | Stagione | Difesa  | Difesa  | Difesa  | Difesa | Difesa |
| Anno     | Squadra  | P        | PT       | Difesa  | Difesa  | Difesa  | Difesa | Difesa |
| Anno     | Squadra  | P        | PT       | T. Tot. | T. Sol. | T. Ass. | Sack   | FF     |
| -------- | -------- | -------- | -------- | ------- | ------- | ------- | ------ | ------ |
| 2016     | NYG      | 1        | 1        | 3       | 2       | 1       | 1,0    | 0      |
| 2021     | LV       | 1        | 1        | 3       | 1       | 2       | 0,0    | 0      |
| Totale   | Totale   | 2        | 2        | 6       | 3       | 3       | 1,0    | 0      |

Fonte: PFR
Statistiche aggiornate alla settimana 7 della stagione 2022